# Marchiennes
Marchienne é uma comuna francesa, situada no Condado da Flandres, no departamento de Nord na região de Altos da França. Seus habitantes são chamados Marchiennois (es)..

## Geografia
A comuna está situada nas margens do Scarpe, rio de 112 quilômetros que desagua no Escalda.